# 대구시립교향악단
대구시립교향악단(大邱市立交響樂團, Daegu City Symphony Orchestra)은 대구광역시의 대표적인 관현악단이다. 1964년 11월에 창단되었으며, 초대 상임지휘자는 이기홍이었다.
이기홍 외에 우종억(1979-1986), 강수일(1987-1990), 박성완(1991-1995), 라빌 마르티노프(1996-1997), 보구스와프 마데이(1999-2001), 박탕 조르다니아(2002-2004), 이현세(2005-2008), 곽승(2008-2014), 故줄리안 코바체프(2014-2023)가 상임지휘자를 역임하였으며 현재는 백진현(2023-)이 상임지휘자를 맡고 있다. 주요 공연장은 대구콘서트하우스 그랜드홀이다.